# غوستاف أدولف نيومان
غوستاف أدولف نيومان (بالألمانية: Gustaf Adolf Neumann)‏ هو ناشر وصحفي نمساوي، ولد في 1924 في النمسا السفلى في النمسا، وتوفي في 18 فبراير 2013 في كلوسترنوبرغ في النمسا.